# 9月30日
9月30日（くがつさんじゅうにち）は、グレゴリオ暦で年始から273日目（閏年では274日目）にあたり、年末まであと92日ある。9月の最終日である。

## できごと

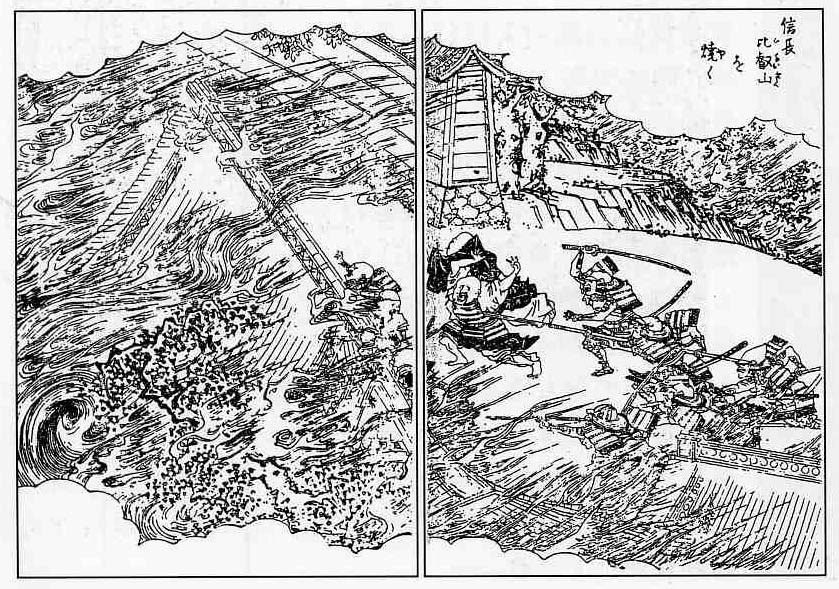
織田信長による比叡山焼き討ち（1571）

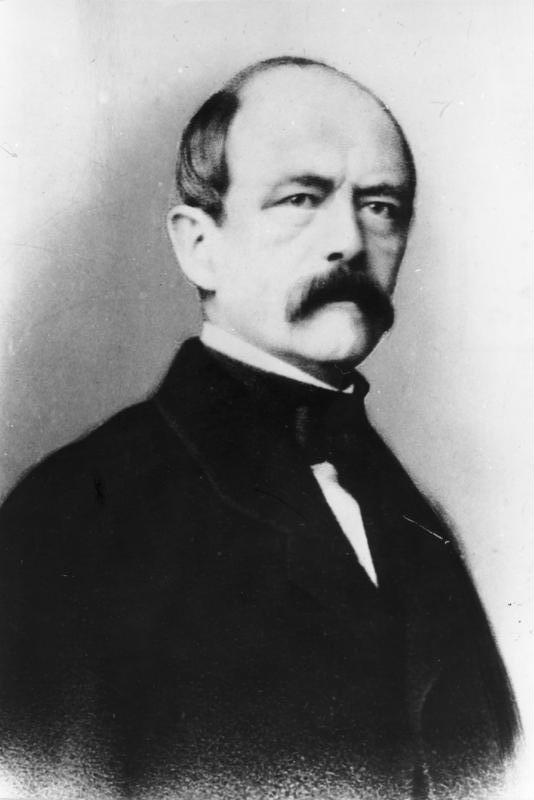
オットー・フォン・ビスマルクの鉄血演説（1862）

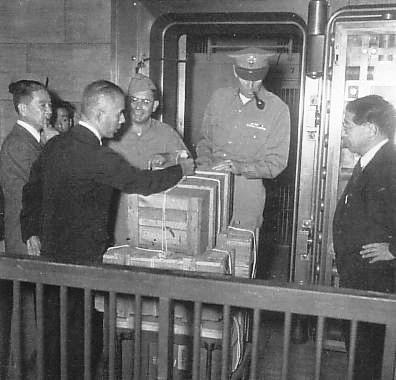
三井・三菱・安田の3財閥が解散（1946）

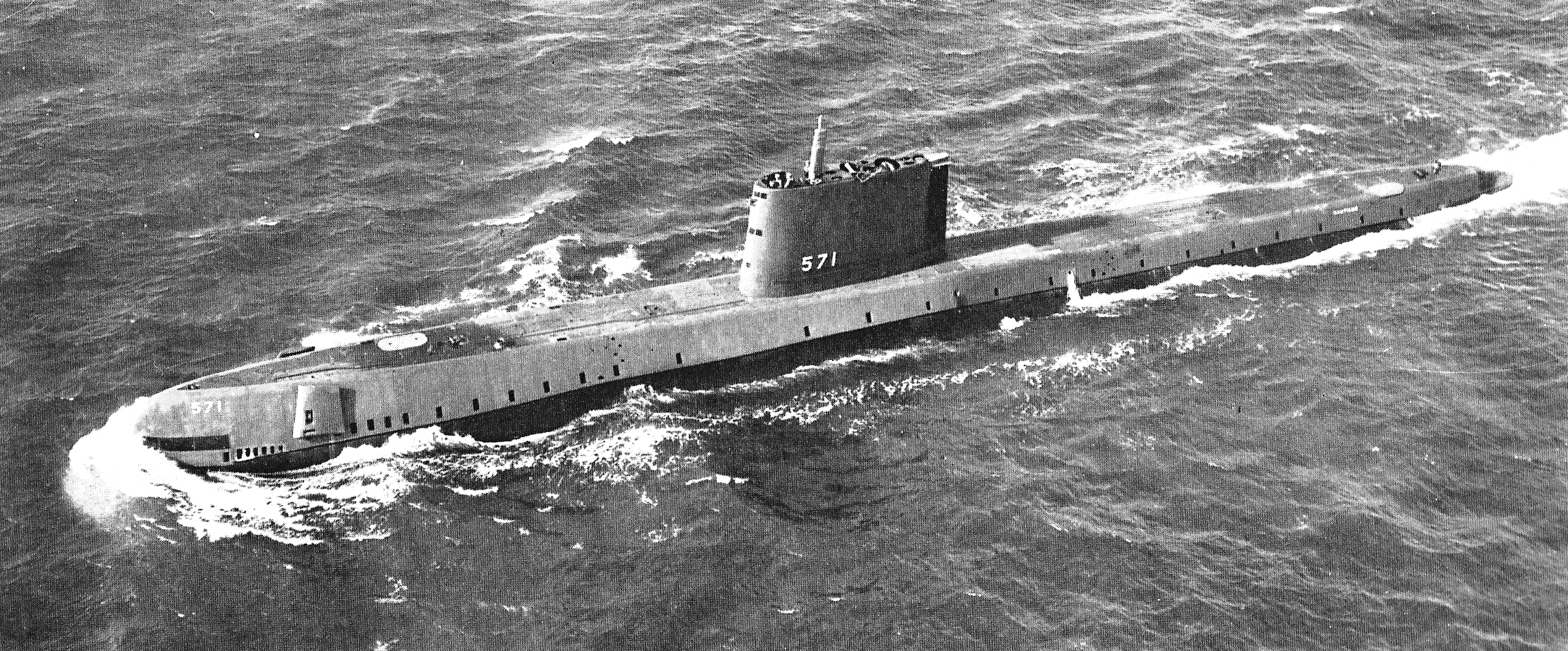
原子力潜水艦「ノーチラス」就役（1954）

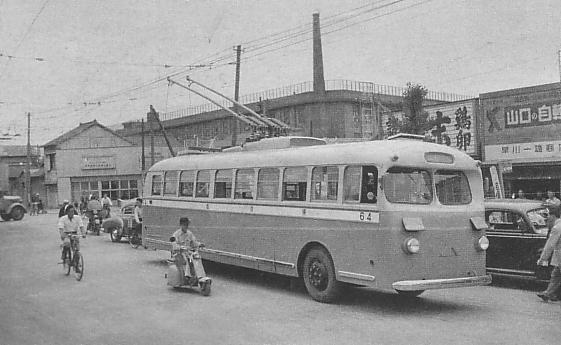
都営トロリーバス廃止（1968）

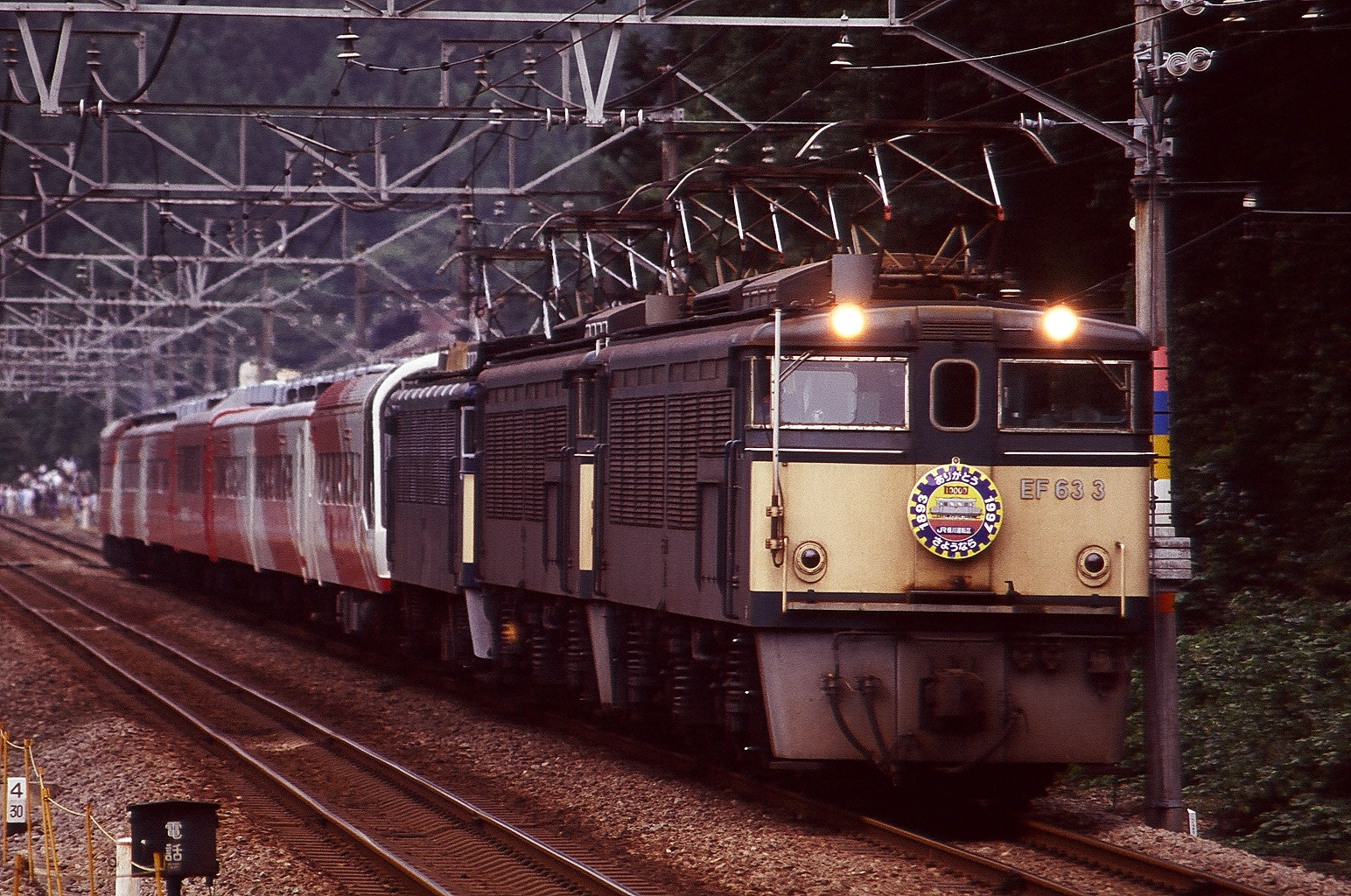
信越本線横軽区間廃止（1997）

- 489年 - ローマ・ゲルマン戦争（英語版）: ヴェローナの戦い。
- 1399年 - イングランド議会がリチャード2世の廃位とヘンリー4世の王位継承を議決。ランカスター朝が始まる。
- 1520年 - 壮麗王スレイマン1世がオスマン帝国のスルタンに即位。
- 1551年（天文20年9月1日） - 大寧寺の変: 大内義隆が家臣の陶隆房（のちの晴賢）の謀反により自害させられる。
- 1571年（元亀2年9月12日） - 織田信長が延暦寺を焼き討ち[1]。
- 1744年 - オーストリア継承戦争: マドンナ・デル・オルモの戦い。
- 1791年 - モーツァルトの最後のオペラ『魔笛』が初演[2]。
- 1791年 - フランス革命: 憲法制定国民議会が廃止され、立法議会に引き継がれる。
- 1862年 - プロイセン首相オットー・フォン・ビスマルクが議会で「鉄血演説」を行う。
- 1863年（文久3年8月18日） - 八月十八日の政変が起き、 7人の公家が京都から追放される。（七卿落ち）
- 1882年 - トーマス・エジソンの最初の商用水力発電所ヴァルカン・ストリート・プラント（英語版）が操業開始。
- 1888年 - 切り裂きジャックが第3・第4の殺人。
- 1895年 - マダガスカルがフランスの保護領になる。
- 1903年 - アメリカの富豪ジョージ・モルガンが祇園の芸妓・加藤雪を身請け。
- 1909年 - 客船の初代モーリタニアが進水。
- 1910年 - 韓国併合: 李氏朝鮮の首都であった漢城府が京城府に改称される。
- 1917年 - 大正6年の高潮災害。台風通過と満潮の時刻が重なり、東京湾一帯の住宅街が水没。東京府の溺死者500人以上。
- 1921年 - 婦人及児童ノ売買禁止ニ関スル国際条約が国際連盟で採択・署名される。
- 1938年 - ミュンヘン会談の結果、イギリス・フランスがナチス・ドイツのズデーテン地方併合を容認。
- 1939年 - ヴワディスワフ・シコルスキがポーランド亡命政府の初代首相に就任。
- 1939年 - NBCが初めてアメフトの試合をテレビ放送する（First televised American football game）。
- 1943年 - 第二次世界大戦: 御前会議で「今後採ルヘキ戦争指導ノ大綱」を決定。絶対国防圏を定める。
- 1944年 - 第二次世界大戦: ナイメーヘン突堤の戦い（英語版）。
- 1945年 - 大日本産業報国会が解散。
- 1945年 - 石川県七尾市で中国人400人が警察署を襲撃[3]。
- 1946年 - 財閥解体: 三井[4]・三菱・安田の3財閥が正式解散を決定。
- 1947年 - 8月12日の国際連合安全保障理事会決議29による承認を受けてパキスタン・イエメンが国連に加盟。
- 1947年 - ワールドシリーズが初めてテレビ中継される（1947年のワールドシリーズ）。
- 1948年 - 昭和電工事件: 栗栖赳夫経済安定本部総務長官が逮捕。
- 1949年 - ベルリン封鎖に対する西ベルリンへの空輸作戦（ベルリン大空輸）が終了。
- 1950年 - 伊藤律会見報道事件: 同年9月27日に掲載した伊藤律会見が虚偽報道であった事を朝日新聞が認める。
- 1954年 - アメリカ海軍が建造した世界初の原子力潜水艦「ノーチラス」が就役。
- 1954年 - 埼玉県鴻巣市が市制施行。
- 1955年 - 新疆ウイグル自治区成立。
- 1960年 - 日本プロレス台東体育館大会で馬場正平と猪木寛至が同時デビュー[5]。
- 1961年 - 欧州経済協力機構が経済協力開発機構 (OECD) に改組。
- 1961年 - 愛知用水が完成。
- 1962年 - ジェームズ・メレディスがミシシッピ大学初の黒人学生として入学を果たす。
- 1964年 - 義宮正仁親王と津軽華子の結婚の儀。同日常陸宮家が創設される。
- 1965年 - 9月30日事件。インドネシアで軍事クーデター。
- 1966年 - イギリス保護領ベチュアナランドがボツワナとして独立。
- 1968年 - 都営トロリーバスがこの日限りで全面廃止される。
- 1969年 - 総武本線の無煙化達成。関東地方から蒸気機関車が消える。
- 1975年 - 昭和天皇が史上初めてアメリカ合衆国を公式訪問。10月14日まで。
- 1975年 - AH-64 アパッチが初飛行。
- 1978年 - 京都市電がこの日限りで運転を停止し翌日付けで廃止。
- 1978年 - フィンエアー405便ハイジャック事件（英語版）。
- 1984年 - 阪急のブーマー・ウェルズが日本プロ野球における外国人選手初の三冠王になる。
- 1985年 - 埼京線が開業、川越線が電化。両線の直通運転を開始。
- 1986年 - イスラエルの元核兵器開発技術者で、核兵器開発の実態を内部告発したモルデハイ・ヴァヌヌが、ローマでイスラエル諜報特務庁に拉致される。
- 1987年 - 大乃国が第62代横綱に昇進。
- 1989年 - 西ドイツのゲンシャー外相がプラハの西ドイツ大使館前に詰め掛けていた東ドイツからの出国者を前に受け入れを表明。
- 1990年 - 韓国とソ連が国交樹立。
- 1991年 - ハイチでクーデター。ジャン＝ベルトラン・アリスティド大統領が失脚し亡命。
- 1991年 - 中華人民共和国とブルネイが国交樹立。
- 1991年 - 『フジ三太郎』連載終了。
- 1992年 - 高エネルギー物理学研究所の森田洋平が日本最初のホームページ（KEK Information）を公開する。
- 1993年 - ラトゥール地震発生。
- 1994年 - リヨン大モスク（英語版）が竣工。
- 1996年 - 兵庫県南部地震により倒壊する被害を受けた阪神高速3号神戸線が全面復旧。
- 1997年 - 翌日の北陸新幹線（長野行新幹線）開業に伴い、信越本線横川 - 軽井沢間がこの日限りで運転を停止し翌日付けで廃止。
- 1999年 - 東海村JCO臨界事故発生。
- 1999年 - ドイツの作家ギュンター・グラスがノーベル文学賞を受賞。
- 2000年 - auがTACS方式アナログ携帯電話サービスを終了。
- 2000年 - 第2次インティファーダ: 12歳だったムハンマド・アルデュッラーの殺害事件（Killing of Muhammad al-Durrah）が起こる。
- 2001年 - 高橋尚子がベルリンマラソンで女子選手として初めて2時間20分の壁を破る2時間19分46秒の世界新記録（当時）で優勝。
- 2005年 - ムハンマド風刺漫画掲載問題: デンマークの新聞ユランズ・ポステンがムハンマドの風刺漫画を掲載。イスラム世界から非難の声が上がる。
- 2006年 - 日本の戦後初の国産旅客機YS-11が航空会社の定期便におけるラストフライトを行う。
- 2006年 - 桃花台新交通桃花台線がこの日限りで廃止。新交通システム路線としては国内初の廃線。
- 2007年 - 日本で衛星アナログハイビジョンテレビの放送が終了。
- 2009年 - スマトラ島沖地震が発生。
- 2010年 - 日本国内ではコミュニティFMを除いて初めてとなる、県域放送局（厳密に言えば広域放送局）愛知国際放送が閉局。2014年4月、InterFM NAGOYA、同周波数で、別送信場所、別コールサインで新規開局)。
- 2010年 - 2010年エクアドル危機（英語版）: 警官の給与削減に抗議するデモ隊を説得していたラファエル・コレアがデモ隊から催涙弾を投げつけられ、搬送された病院も反対派の警官らに囲まれたため、エクアドル軍によって救出される。
- 2014年 - MSN産経ニュースサービス終了。
- 2015年 - シリア内戦にロシアが軍事介入（Russian military intervention in the Syrian civil war）。
- 2016年 - 8時40分（UTC）、宇宙探査機のロゼッタが彗星の表面へ落下（または衝突）し、これを以ってESAによる一連の全ミッションを終了。
- 2018年 - 2018年マケドニア国民投票（英語版）が行われ、投票率36％ながら欧州連合とNATOへの加盟への賛成多数になる。
- 2021年 - 東京都などが1月8日から続けてきた新型コロナウイルス感染症拡大を踏まえた緊急事態措置等を終了する[6]。
- 2022年 - ロシアの大統領、ウラジーミル・プーチンによってウクライナの東部および南部4州(ザポリージャ州、ドネツク州、ルハンシク州、ヘルソン州)の併合が宣言される。
- 2024年 - ホロライブプロダクション所属のVTuber・星街すいせいが、渋谷区宇田川町の路上にて史上初となるVTuberによる路上ライブを開催する[7]。

## 誕生日

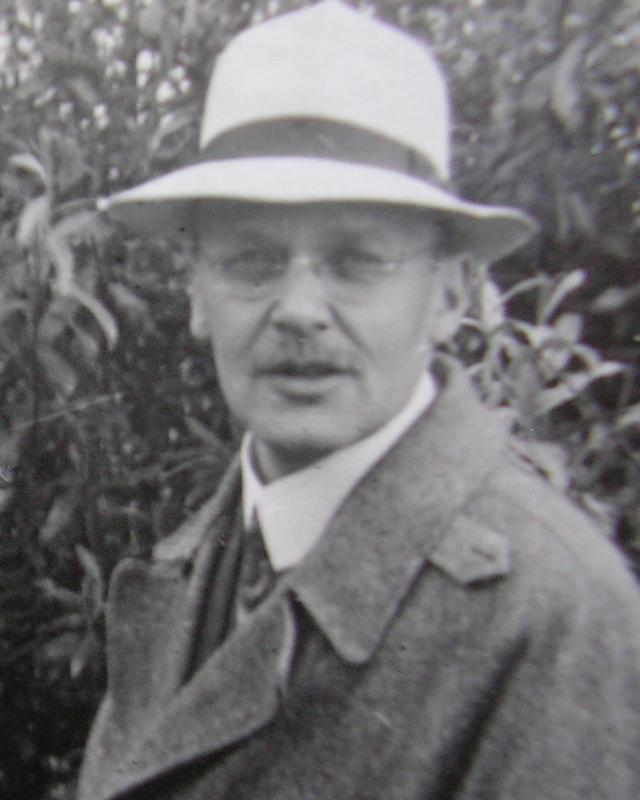
放射線量測定器（ガイガー・カウンター）で知られるドイツの物理学者、ハンス・ガイガー(1882-1945)誕生

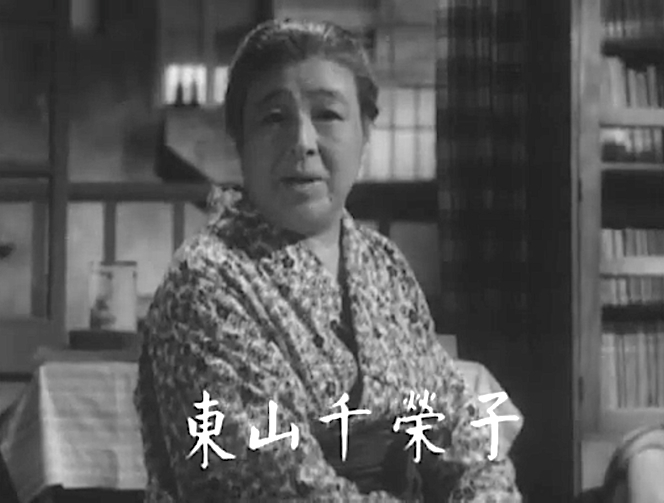
女優、東山千栄子(1890-1980)誕生。画像は『東京物語』(1953)

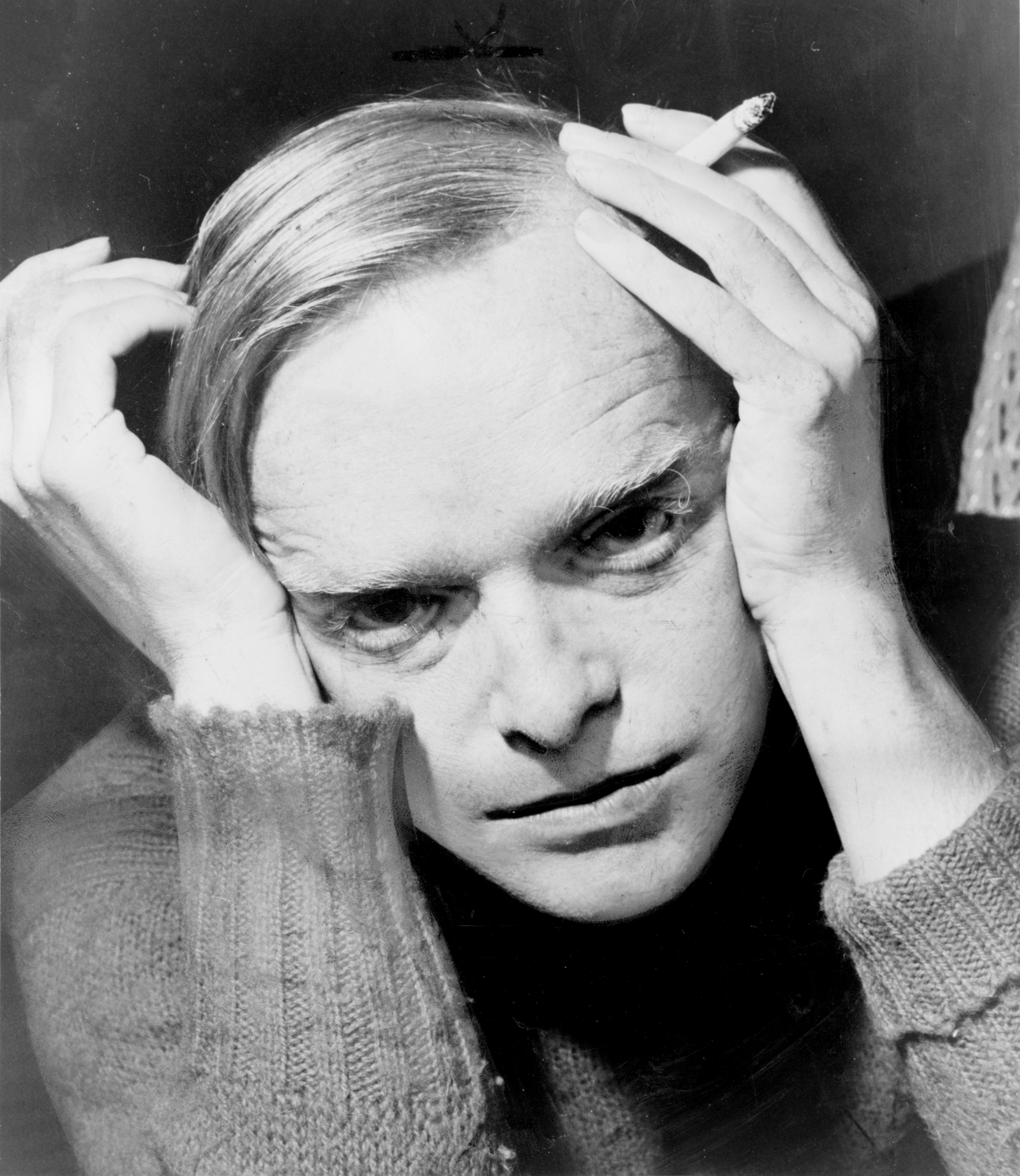
アメリカ合衆国の小説家、トルーマン・カポーティ(1924-1984)誕生。代表作に『ティファニーで朝食を』(1958)

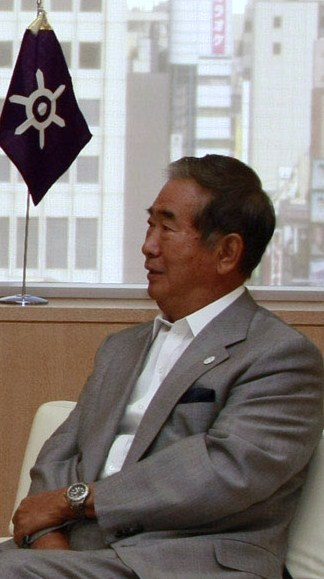
石原慎太郎(1932-2022)誕生

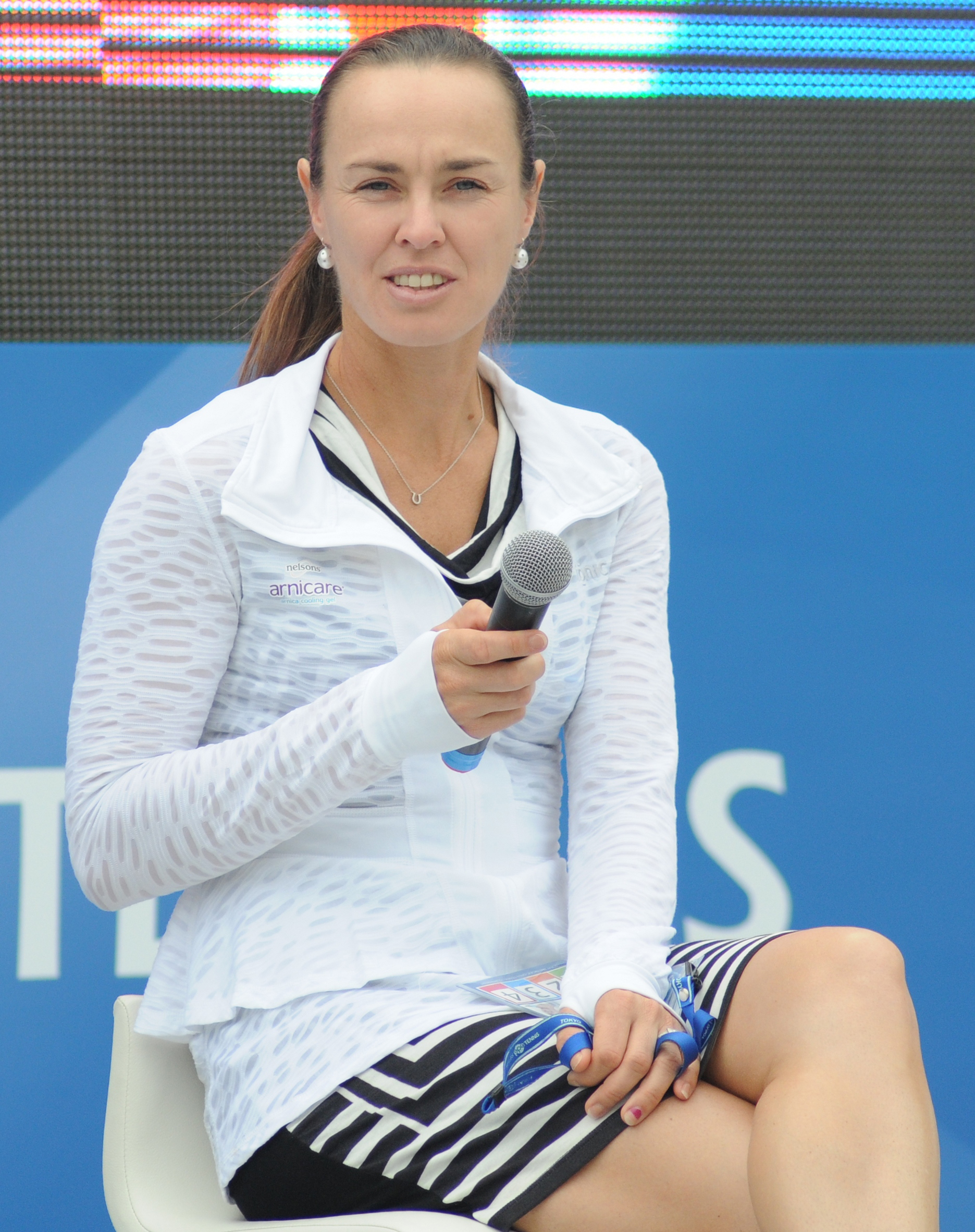
スイスの女子プロテニス選手、マルチナ・ヒンギス(1980-)誕生

- 1207年 - ジャラール・ウッディーン・ルーミー、スーフィー、神秘主義詩人（+ 1273年）
- 1227年 - ニコラウス4世、ローマ教皇（+ 1292年）
- 1550年 - ミヒャエル・メストリン、天文学者（+ 1631年）
- 1572年 - ドゥニ・シモン・ド・マルケモン（英語版）、リヨン大司教（+ 1626年）
- 1594年 - マルク・アントワーヌ・ジラール・ド・サン・アマン（英語版）、詩人（+ 1661年）
- 1622年 - ヨハン・セバスティアーニ（英語版）、作曲家（+ 1683年）
- 1655年 - シャルル3世・ド・ロアン＝ゲメネ、貴族、延臣（+ 1727年）
- 1672年 - ジャン・ラルクヴェック（英語版）、探検家（+ 1720年）
- 1679年 - ジャック・カサール（英語版）、探検家（+ 1740年）
- 1689年 - ジャック・オベール、ヴァイオリニスト（+ 1753年）
- 1700年 - スタニスワフ・コナルスキ（英語版）、詩人（+ 1773年）
- 1710年 - ジョン・ラッセル、第4代ベッドフォード公（+ 1771年）
- 1714年 - エティエンヌ・ボノ・ドゥ・コンディヤック、哲学者（+ 1780年）
- 1732年 - ジャック・ネッケル、銀行家、政治家、フランス首相（+ 1804年）
- 1737年 - モルテン・スラーネ・ブリュンニヒ（英語版）、動物学者（+ 1827年）
- 1743年 - クリスチャン・エレゴット・ウェインリグ（英語版）、作曲家（+ 1813年）
- 1765年 - ホセ・マリア・モレーロス、ローマ・カトリック教会の神父（+ 1815年）
- 1767年 - メルキオール・ジョイア（英語版）、作家、哲学者（+ 1829年）
- 1800年 - デシマス・バートン（英語版）、建築家（+ 1881年）
- 1813年 - ジョン・レイ、探検家（+ 1893年）
- 1827年 - エリス・H・ロバーツ（英語版）、第20代アメリカ合衆国財務官（+ 1918年）
- 1832年 - アン・ジャーヴィス、母の日創設者（+ 1905年）
- 1834年 - ルイ・ピエール・ムイヤール、重航空機研究者（+ 1897年）
- 1836年 - レミヒオ・モラレス・ベルムデス（英語版）、第56代ペルー大統領（+ 1894年）
- 1840年 - ヨハン・スヴェンセン、作曲家、指揮者、ヴァイオリニスト（+ 1911年）
- 1851年 - カルロ・アナドーネ（イタリア語版）、画家（+ 1941年）
- 1852年 - チャールズ・ヴィリアーズ・スタンフォード、作曲家（+ 1924年）
- 1855年（安政2年8月20日） - 末松謙澄、政治家（+ 1920年）
- 1857年 - ヘルマン・ズーダーマン、劇作家（+ 1928年）
- 1861年 - ウィリアム・リグレー・ジュニア（英語版）、ウィリアム・リグレー・ジュニア・カンパニー設立者（+ 1932年）
- 1863年 - ラインハルト・シェア、ドイツ帝国の海軍軍人（+ 1928年）
- 1868年 - 笹尾鉄三郎、牧師、神学校教師、淀橋教会初代牧師、聖書学校（柏木聖書学院）初代院長（+ 1914年）
- 1870年 - ジャン・ペラン、物理学者（+ 1942年）
- 1870年 - トーマス・W・ラモント（英語版）、銀行家（+ 1948年）
- 1879年 - アンリ・カサドシュ、ヴィオラ奏者（+ 1947年）
- 1880年 - 森山汀川、歌人（+ 1946年）
- 1881年 - 栂尾祥雲、真言宗僧侶、仏教学者（+ 1953年）
- 1882年 - ハンス・ガイガー、物理学者（+ 1945年）
- 1882年 - ジョージ・バンクロフト（英語版）、俳優（+ 1956年）
- 1883年 - ベルンハルト・ルスト、ヒトラー内閣の科学・教育・文化大臣（+ 1945年）
- 1883年 - ノラ・スタントン・ブラッチ・バーニー（英語版）、土木技師（+ 1971年）
- 1884年 - 天野貞祐、哲学者（+ 1980年）
- 1886年 - ガストン・ラモン（英語版）、獣医（+ 1963年）
- 1887年 - 藤木九三、登山家、ロック・クライミング・クラブ創設者（+1970年）
- 1887年 - リル・ダゴファー、女優（+ 1980年）
- 1890年 - 東山千栄子、新劇女優（+ 1980年）
- 1890年 - アンドレ・ゴベール、テニス選手（+ 1951年）
- 1891年 - オットー・シュミット、科学者、数学者、地質学者 (+ 1956年)
- 1893年 - ランズデール・ギセリン・サッサー（英語版）、政治家（+ 1964年）
- 1895年 - ルイス・マイルストン、映画監督（+ 1980年）
- 1897年 - ガスパール・カサド、チェリスト（+ 1966年）
- 1897年 - シャルロット・ヴォルフ（英語版）、物理学者（+ 1986年）
- 1898年 - ルネ・アドレ（英語版）、女優（+ 1933年）
- 1898年 - シャルロット・ド・モナコ、モナコ公ルイ2世の娘（+ 1977年）
- 1900年 - 稲村順三、農民運動家、政治家（+ 1955年）
- 1900年 - ジェローム・ベズナール（フランス語版）、司祭、レジスタンス活動家（+ 1968年）
- 1902年 - 清水隆三、サッカー選手（+ 没年不詳）
- 1903年 - 中村能三、英米文学翻訳家（+ 1981年）
- 1905年 - ネヴィル・モット、物理学者（+ 1996年）
- 1905年 - マイケル・パウエル、映画監督（+ 1990年）
- 1905年 - ボビー・ピアース（英語版）、ボート競技選手（+ 1976年）
- 1906年 - ミレイユ・ハルトゥーシュ（英語版）、シンガーソングライター（+ 1996年）
- 1908年 - ダヴィッド・オイストラフ、ヴァイオリニスト（+ 1974年）
- 1911年 - グスタフ・ギルバート、ニュルンベルク裁判の心理分析官（+ 1977年）
- 1912年 - ケニー・ベイカー（英語版）、歌手、俳優（+ 1985年）
- 1912年 - 竹中正一郎、元陸上競技選手、指導者（+ 1997年）
- 1913年 - サミュエル・アイレンベルグ、数学者（+ 1998年）
- 1913年 - ロバート・ニスベット、社会学者、歴史家（+ 1996年）
- 1913年 - ビル・ウォルシュ、映画プロデューサー（+ 1975年）
- 1914年 - 野上清光、元プロ野球選手（+ 1991年）
- 1915年 - レスター・マドックス（英語版）、第75代ジョージア州知事（+ 2003年）
- 1917年 - バディ・リッチ、ジャズ・ドラマー（+ 1987年）
- 1917年 - 岩崎利夫、プロ野球選手（+ 没年不詳）
- 1917年 - ダニエル＝イツハク・レヴィー（英語版）、クネセト議員（+ 1995年）
- 1918年 - ルイス・ニクソン三世（英語版）、軍人（+ 1995年）
- 1918年 - ルネ・レモン（英語版）、歴史家（+ 2007年）
- 1919年 - ウィリアム・L・ガイ（英語版）、第26代ノースダコタ州知事（+ 2013年）
- 1919年 - パトリシア・ネウェイ（英語版）、ソプラニスト（+ 2012年）
- 1921年 - デボラ・カー、女優（+ 2007年）
- 1921年 - 並木路子、歌手（+ 2001年）
- 1921年 - アルド・パリソット（英語版）、チェリスト（+ 2018年）
- 1922年 - 伊東政吉、経済学者（+2021年）
- 1922年 - ラモント・ジョンソン（英語版）、俳優（+ 2010年）
- 1923年 - 隆慶一郎、小説家（+ 1989年）
- 1923年 - ドナルド・スワン（英語版）、ピアニスト（+ 1994年）
- 1924年 - 広瀬正、小説家、SF作家（+1972年）
- 1924年 - 成瀬昌彦、俳優、演出家（+1997年）
- 1924年 - トルーマン・カポーティ、小説家（+ 1984年）
- 1925年 - 道井直次、演出家、児童劇作家（+2002年）
- 1925年 - 星野哲郎、作詞家（+ 2010年）
- 1926年 - ロビン・ロバーツ、プロ野球選手（+ 2010年）
- 1927年 - 石橋エータロー、ピアニスト、タレント（+ 1994年）
- 1927年 - ウィリアム・スタンリー・マーウィン（英語版）、詩人（+ 2019年）
- 1928年 - エリ・ヴィーゼル、作家（+ 2016年）
- 1929年 - レティシア・ラモス＝シャハニ（英語版）、政治家（+ 2017年）
- 1929年 - ドロテー・ゼレ、福音主義神学者（+ 2003年）
- 1930年 - 大山克巳、俳優（+ 2012年）
- 1931年 - アンジー・ディキンソン、女優
- 1932年 - 石原慎太郎、小説家、政治家（+ 2022年）
- 1932年 - 五木寛之、小説家
- 1932年 - ジョニー・ポドレス、元プロ野球選手（+ 2008年）
- 1933年 - 小野正一、元プロ野球選手（+ 2003年）
- 1933年 - 古田昌幸、野球選手（+ 1999年）
- 1933年 - シシー・ヒューストン（英語版）、歌手
- 1934年 - 西本鶏介、作家
- 1934年 - 山本義司、元プロ野球選手（+ 2004年）
- 1934年 - ウド・ユルゲンス、ポップ歌手（+ 2014年）
- 1934年 - アンナ・カシュフィ（英語版）、女優（+ 2015年）
- 1935年 - ジョニー・マティス、歌手
- 1936年 - ジム・サッサー（英語版）、第6代在中国アメリカ大使
- 1937年 - ヴァレンティン・シルヴェストロフ、作曲家
- 1937年 - ゲイリー・ホッキング、オートバイレーサー（+ 1962年）
- 1937年 - ユレック・ベッカー（英語版）、作家（+ 1997年）
- 1938年 - 依田郁子、陸上競技選手（+ 1983年）
- 1939年 - ジャン＝マリー・レーン、化学者
- 1939年 - レン・キャリオー、俳優
- 1939年 - アンソニー・グリーン（英語版）、画家（+ 2023年）
- 1939年 - ミシェル・バロイユ（フランス語版）、歌手
- 1940年 - ハリー・ジェローム、陸上競技選手（+ 1982年）
- 1940年 - デューイ・マーティン（英語版）、ドラマー（+ 2009年）
- 1940年 - 田中秀征、政治家
- 1941年 - レイネ・ウィセル、元F1ドライバー（+ 2022年）
- 1941年 - 大井道夫、高校野球指導者
- 1942年 - 神保国男、元政治家、弁護士
- 1942年 - 上野俊樹、経済学者、立命館大学名誉教授（+1999年）
- 1942年 - ガス・ダッジョン、音楽プロデューサー（+ 2002年）
- 1942年 - フランキー・ライモン、ミュージシャン（フランキー・ライモン&ザ・ティーンエイジャーズ）（+ 1968年）
- 1943年 - ヨハン・ダイゼンホーファー、生化学者
- 1943年 - マリリン・マックー、歌手
- 1943年 - 政山恵一、元プロ野球選手
- 1943年 - イアン・オギルビー、俳優、児童文学作家
- 1944年 - ジミー・ジョンストン（英語版）、サッカー選手（+ 2006年）
- 1944年 - ベルナール・ドブレ（フランス語版）、政治家（+ 2020年）
- 1944年 - ジャン・ルイ・ドブレ、政治家（+ 2007年）
- 1945年 - 三宅義行、重量挙げ選手
- 1945年 - エフード・オルメルト、政治家、元イスラエル首相
- 1945年 - リチャード・エドウィン・ヒルズ（英語版）、天文学者
- 1946年 - 今津寛、政治家
- 1946年 - 山本和生、元プロ野球選手
- 1946年 - ラエル（クロード・ヴォリロン）、ラエリアン・ムーブメントの主宰者
- 1946年 - ヨッヘン・マス、F1ドライバー（+ 2025年）
- 1946年 - ロバート・ガスコイン＝セシル、第7代ソールズベリー侯爵
- 1946年 - エクトル・ラボー、サルサ歌手（+ 1993年）
- 1946年 - ダン・オバノン、脚本家（+ 2009年）
- 1947年 - 加藤千洋、ジャーナリスト
- 1947年 - 白川和子、女優
- 1947年 - 瀬尾一三、音楽プロデューサー
- 1947年 - 清野智、実業家
- 1947年 - マーク・ボラン、歌手（T.Rex）（+ 1977年）
- 1948年 - 中村亀鶴 (初代)、歌舞伎役者（+ 1994年）
- 1948年 - クレイグ・キューシック（英語版）、野球選手（+ 2006年）
- 1949年 - デヴィッド・マギリヴレイ、フィギュアスケート選手（+ 2025年）
- 1949年 - ミシェル・トニーニ（フランス語版）、宇宙飛行士
- 1950年 - 内田樹、思想家
- 1950年 - 小林千枝、元女優
- 1950年 - ラウラ・エスキヴェル（英語版）、作家
- 1950年 - ヴィクトリア・テナント、女優
- 1951年 - 竜真知子、作詞家
- 1951年 - やまだ三平、漫画家、イラストレーター
- 1951年 - 八重沢憲一、元プロ野球選手
- 1951年 - バリー・マーシャル、医師
- 1951年 - サイモン・ホワイト、天体物理学者
- 1952年 - 田中裕也、建築学者
- 1952年 - ジャック・ワイルド、俳優（+ 2006年）
- 1953年 - ダン・ゴンザレス、元プロ野球選手
- 1953年 - ジェームス・ピータース、元プロ野球選手
- 1953年 - マット・アブツ（英語版）、ミュージシャン（ガヴァメント・ミュール（英語版））
- 1953年 - デボラ・アレン（英語版）、シンガーソングライター
- 1954年 - 岩谷テンホー、漫画家
- 1954年 - バーシア、歌手
- 1954年 - パトリース・ラッシェン、歌手
- 1955年 - アンディ・ベクトルシャイム、コンピュータ技術者
- 1955年 - 杉浦正樹、実業家
- 1956年 - 土屋敏男、テレビプロデューサー、実業家
- 1957年 - 高口里純、漫画家
- 1957年 - 杉尾秀哉、政治家、ジャーナリスト
- 1957年 - フラン・ドレシャー、女優、コメディアン、活動家
- 1958年 - 次原隆二、漫画家
- 1958年 - 三条まゆみ、女優
- 1958年 - マーティ・スチュアート（英語版）、シンガーソングライター
- 1959年 - 菅英三子、歌手、声楽家
- 1959年 - 片山雅子、アナウンサー
- 1959年 - エットレ・メッシーナ、バスケットボール指導者
- 1960年 - 明石英一郎、アナウンサー
- 1960年 - ニコラ・グリフィス、作家
- 1960年 - ブランチ・リンカーン（英語版）、政治家
- 1960年 - 工藤幹夫、元プロ野球選手（+ 2016年）
- 1961年 - エリック・ストルツ、俳優
- 1961年 - クリスタル・バーナード、女優、歌手
- 1962年 - 田中経一、演出家、テレビディレクター
- 1962年 - フランク・ライカールト、元サッカー選手、指導者
- 1964年 - トニーヒロタ、ものまねタレント
- 1964年 - 石井章夫、元野球選手
- 1964年 - 小山ちれ、元卓球選手
- 1964年 - モニカ・ベルッチ、女優
- 1964年 - ダグ・ジェニングス、元プロ野球選手
- 1965年 - 平井史生、気象予報士
- 1966年 - 西山優里子、漫画家
- 1966年 - 東山紀之、芸能プロモーター、元俳優、元歌手
- 1967年 - 斉藤こず恵、女優
- 1967年 - ヨーキス・ペレス、元プロ野球選手
- 1969年 - 竹谷とし子、公認会計士
- 1970年 - 風間勇刀、声優
- 1970年 - 南克幸、元バレーボール選手
- 1970年 - 森下雅子、ファッションモデル
- 1970年 - 佐野秀光、実業家、政治活動家
- 1970年 - 天野武文、元プロ野球選手
- 1971年 - ジェナ・エルフマン、女優
- 1971年 - 前間卓、元プロ野球選手
- 1971年 - 坪井智浩、声優
- 1971年 - 長月みそか、漫画家
- 1972年 - 岸由一郎、鉄道博物館学芸員（+ 2008年）
- 1972年 - 小島麻由美、歌手
- 1972年 - 長嶋有、小説家
- 1972年 - 佐々木圭一、コピーライター
- 1973年 - 千紘れいか、女優、元宝塚歌劇団
- 1974年 - 丸山裕樹、お笑い芸人（タリキ）
- 1974年 - 東海林毅、映画監督
- 1974年 - 田﨑昌弘、元プロ野球選手
- 1974年 - 丹波幹雄、元プロ野球選手
- 1974年 - ダニエル・ウー（呉彦祖）、映画俳優
- 1975年 - 五十嵐冬樹、騎手
- 1975年 - 濱村進、政治家
- 1975年 - 佐藤孝弘、官僚、政治家、山形市長
- 1975年 - カルロス・ギーエン、元プロ野球選手
- 1975年 - マリオン・コティヤール、女優
- 1975年 - コヴァンサン、お笑いタレント（チョップリン、ザ・プラン9）
- 1975年 - 梅木蔵雄、元陸上競技選手
- 1976年 - 加茂美穂子、女優
- 1977年 - 北川祐介、バレーボール選手
- 1977年 - 孫継海、サッカー選手
- 1977年 - ロイ・キャロル、サッカー選手
- 1977年 - 稲田千賢、プロボクサー、元OPBF東洋太平洋ライト級チャンピオン
- 1978年 - 小山宙哉、漫画家
- 1978年 - Gたかし、お笑いタレント
- 1978年 - 菅沼久義、声優
- 1979年 - コザック前田、ミュージシャン（ガガガSP）
- 1979年 - アンディ・ファン・デル・メイデ、元サッカー選手
- 1979年 - 南雄太、サッカー選手
- 1980年 - マルチナ・ヒンギス、テニス選手
- 1980年 - シュテファン・リンデマン、元フィギュアスケート選手
- 1980年 - 小笠原亜里沙、声優
- 1980年 - ブライアン・バリントン、プロ野球選手
- 1981年 - 入江順和、元ラグビー選手
- 1982年 - 石原田啓太、元サッカー選手、指導者
- 1982年 - キーラン・カルキン、俳優
- 1982年 - ユリア・ゴロヴィナ、フィギュアスケート選手
- 1983年 - 潮田玲子、元バドミントン選手
- 1983年 - 川名真知子、声優
- 1984年 - 石出奈々子、お笑いタレント
- 1984年 - 笠原雄太、ラグビー選手
- 1984年 - 中谷翼、元プロ野球選手
- 1984年 - T-ペイン、ラッパー
- 1985年 - 榎並大二郎、フジテレビアナウンサー
- 1985年 - 松田理奈、ヴァイオリニスト
- 1985年 - ダニエル・ロバートソン、元プロ野球選手
- 1985年 - ジェイミー・ロマック、元プロ野球選手
- 1985年 - 片岡健太、ミュージシャン（sumika）
- 1985年 - 小手川拓也、声優
- 1986年 - 西島隆弘、歌手（AAA）
- 1986年 - 紺野ぶるま、お笑いタレント
- 1986年 - 岡田めぐみ、元女優
- 1986年 - ジェームズ・ホイト、プロ野球選手
- 1986年 - オリヴィエ・ジルー、サッカー選手
- 1987年 - 水瀬千尋、雀士
- 1988年 - かいりきベア、音楽家・ボカロP
- 1988年 - シュガー・レイ・マリモン、プロ野球選手
- 1988年 - 藤井亮太、元プロ野球選手
- 1989年 - 鈴木彩香、ラグビー選手
- 1990年 - 梶浦愛子、グラビアアイドル
- 1990年 - 藤ちょこ、イラストレーター
- 1990年 - ドミニク・エガーター、レーサー
- 1990年 - アルシノ・ゴメス・ダ・シウヴァ、カヌー競技選手
- 1991年 - 遠藤由華、新体操選手
- 1991年 - 山田絵里奈、ファッションモデル、女優
- 1992年 - 安藤美希子、重量挙げ選手
- 1992年 - 石川慧、サッカー選手
- 1992年 - 西脇彩華、アイドル、歌手（9nine）
- 1992年 - エズラ・ミラー、俳優
- 1993年 - ラヴィーナ、シンガーソングライター
- 1994年 - 吉田雅己、卓球選手
- 1995年 - 高畑翼、俳優
- 1995年 - 澤口実歩、読売テレビアナウンサー
- 1996年 - 西森なみ、アイドル
- 1996年 - 山田遥楓、プロ野球選手
- 1997年 - マックス・フェルスタッペン、F1ドライバー
- 1997年 - 呉屋開斗、元プロ野球選手
- 1998年 - 今泉佑唯、元女優、元ファッションモデル、元アイドル（元欅坂46）
- 1998年 - 安井京香[8]、アイドル（サンスポアイドルリポーター）
- 1999年 - 横田紗椰香、バレーボール選手
- 1999年 - 町野修斗、サッカー選手
- 1999年 - サム・バックマン、プロ野球選手
- 2001年 - 花咲楓香、グラビアアイドル
- 2002年 - 作間龍斗、アイドル（ジュニア、HiHi Jets）
- 2002年 - 横山賀三、俳優
- 2002年 - 伊達さゆり、声優（Liella!）
- 2006年 - 鈴木夢、子役
- 2006年 - 金星、アイドル（りんご娘・3代目）
- 2006年 - 村上璃杏、アイドル（ME:I）
- 生年不詳 - かいりきベア、ミュージシャン
- 生年不詳 - P丸様。、Youtuber
- 生年不詳 - 大石育美、声優
- 生年不詳 - 熊谷海麗、声優
- 生年不詳 - 武田羅梨沙多胡、声優
- 生年不詳 - 橋本昌也、声優
- 生年不詳 - 八木橋敏慧、声優

## 忌日
- 420年 - ヒエロニムス、キリスト教のラテン教父（* 347年頃）
- 1246年 - ヤロスラフ2世、ウラジーミル大公（* 1191年）
- 1551年（天文20年9月1日） - 大内義隆、周防国の戦国大名（* 1507年）
- 1572年 - フランシスコ・ボルハ、カトリック教会の聖人、イエズス会総長（* 1510年）
- 1612年 - エルコレ・ボトリガーリ（英語版）、数学者、詩人、音楽理論家、建築家、作曲家（* 1531年）
- 1626年（天啓6年/天命11年8月11日）- ヌルハチ、後金創始者、初代清皇帝（* 1559年）
- 1640年 - ヤコポ・ダ・エンポリ（英語版）、画家（* 1551年）
- 1724年 - ホアキン・デ・チュリゲラ（フランス語版）、建築家、祭壇画デザイナー（* 1674年）
- 1762年 - ジャック・ダビエル（英語版）、眼科医、白内障手術創始者（* 1696年）
- 1770年 - ジョージ・ホウィットフィールド、イングランド国教会の牧師（* 1714年）
- 1781年 - ジャン＝バティスト・ルプランス（英語版）、画家（* 1734年）
- 1785年 - ヨハン・ヤコブ・モーザー（英語版）、法学者（* 1701年）
- 1788年 - マテウス・ギュンター（英語版）、画家、芸術家（* 1705年）
- 1843年 - リチャード・ハーラン、博物学者、古生物学者（* 1796年）
- 1870年 - ウィリアム・アレン・ミラー、化学者、天文学者、分光分析学者（* 1817年）
- 1876年 - アンリ・ベルティーニ、ピアニスト、作曲家（* 1798年）
- 1886年 - フランツ・アダム、画家（* 1815年）
- 1888年 - ユーニス・ニュートン・フット（英語版）、科学者、発明家、女性の権利運動家（* 1819年）
- 1891年 - ジョルジュ・ブーランジェ、軍人、政治家（* 1837年）
- 1891年 - 津田三蔵、陸軍軍人、警察官、大津事件の犯人（* 1855年）
- 1897年 - リジューのテレーズ、カルメル会修道女（* 1873年）
- 1900年 - 和泉要助、発明家、人力車の共同開発者（* 1829年）
- 1913年 - レジナルド・ヒーバー・フィッツ（英語版）、医師（* 1843年）
- 1913年 - ルドルフ・ディーゼル、発明家（* 1858年）
- 1917年 - チャールズ・ネーピア・ヘミー、画家（* 1841年）
- 1918年 - 大浦兼武、官僚、政治家、第10代島根県知事、第4代山口県知事、第4代熊本県知事、第6代宮城県知事、第12・14代警視総監、第14代逓信大臣、第22・26代農商務大臣、第24・27代内務大臣、大日本武徳会会長（* 1850年）
- 1925年 - 伊能嘉矩、人類学者、民俗学者（* 1867年）
- 1926年 - ヴィクトリア・デュブール、画家（* 1840年）
- 1932年 - エミール・ヴァン・エルメンゲム、細菌学者（* 1851年）
- 1933年 - 沖ツ海福雄、大相撲力士、関脇（* 1910年）
- 1938年 - 及川道子、女優（* 1911年）
- 1943年 - フランツ・オッペンハイマー、社会学者（* 1864年）
- 1942年 - ハンス・ヨアヒム・マルセイユ、ドイツ空軍のエース・パイロット（* 1919年）
- 1944年 - 根津辰治、野球選手（* 1916年）
- 1947年 - 柳家小さん (4代目)、落語家（* 1888年）
- 1948年 - エディス・ルーズベルト（英語版）、第26代米国大統領セオドア・ルーズベルトの2番目の妻（* 1861年）
- 1953年 - ルイス・フライ・リチャードソン、数学者、気象学者（* 1881年）
- 1955年 - マイケル・チェーホフ、俳優、演出家（* 1891年）
- 1955年 - ジェームズ・ディーン、俳優（* 1931年）
- 1959年 - ロス・グランヴィル・ハリソン（英語版）、生物学者、解剖学者（* 1870年）
- 1969年 - ハンク・トンプソン、プロ野球選手（* 1925年）
- 1970年 - 長坂好子、声楽家、音楽教育者（* 1891年）
- 1970年 - 大塚武三郎、実業家、大塚製薬工業部（現大塚製薬工場）創業者（* 1891年）
- 1974年 - ミスワカサ、漫才コンビ（ミスワカサ・島ひろし）（* 1921年）
- 1974年 - 宮川哲夫、作詞家（* 1922年）
- 1974年 - 柳家つばめ (5代目)、落語家（* 1928年）
- 1977年 - メアリー・フォード（英語版）、歌手、ミュージシャン（* 1924年）
- 1978年 - 山岡荘八、小説家（* 1907年）
- 1979年 - 椎名悦三郎、政治家（* 1898年）
- 1979年 - 伊藤一葉、奇術師（* 1934年）
- 1980年 - 松旭斎天洋、奇術師、初代・第3代日本奇術協会会長（* 1888年）
- 1983年 - 川鍋秋蔵、実業家、日本交通株式会社創業者（* 1899年）
- 1985年 - ヘルベルト・バイヤー、グラフィックデザイナー、写真家、画家（* 1900年）
- 1985年 - チャールズ・リヒター、地震学者（* 1900年）
- 1985年 - シモーヌ・シニョレ、女優（* 1921年）
- 1986年 - 熊谷恒子、書家（* 1893年）
- 1986年 - 安里積千代、政治家（* 1903年）
- 1987年 - アルフレッド・ベスター、SF作家（* 1913年）
- 1988年 - アル・ホルバート、レーシングドライバー（* 1946年）
- 1989年 - ヴァージル・トムソン、作曲家（* 1896年）
- 1990年 - パトリック・ホワイト、小説家（* 1912年）
- 1994年 - アンドレ・ルヴォフ、分子生物学者（* 1902年）
- 1996年 - 内田朝雄、俳優（* 1920年）
- 1997年 - 夏目忠雄、政治家、元長野県長野市長（* 1908年）
- 1997年 - 藤田信雄、日本海軍軍人（* 1911年）
- 1998年 - ブルーノ・ムナーリ、美術家（* 1907年）
- 1998年 - ダン・クイゼンベリー、元プロ野球選手（* 1953年）
- 1999年 - 蝋山芳郎、外交評論家（* 1907年）
- 2000年 - ハワード・ウィンストン、プロボクサー（* 1939年）
- 2001年 - 西島伊三雄、グラフィックデザイナー、童画家（* 1923年）
- 2002年- エーワルト・オークショット、挿絵画家（* 1916年）
- 2002年 - 村田柴太、政治家、元岩手県稗貫郡大迫町（現花巻市）長（* 1926年）
- 2003年 - ロバート・カーダシアン、弁護士（* 1944年）
- 2004年 - 中山利生、政治家、第52代防衛庁長官（* 1925年）
- 2005年 - 直原玉青、画家、禅僧、俳人（* 1904年）
- 2005年 - 和田典子、家庭科教師、社会運動家（* 1915年）
- 2005年 - 古岡勝、武道家 (* 1919年）
- 2006年 - 多々良純、俳優（* 1917年）
- 2006年 - 三原さと志、歌手（和田弘とマヒナスターズ）（* 1935年）
- 2008年 - 荒井松司、政治家、元埼玉県上尾市長（* 1913年）
- 2008年 - 吉田直哉、テレビディレクター（* 1931年）
- 2008年 - 近藤喜代太郎、公衆衛生学学者、北海道大学名誉教授（* 1933年）
- 2009年 - 藤原喜久男、歌手（* 1948年）
- 2010年 - スティーブン・J・キャネル、テレビプロデューサー、脚本家、小説家（* 1941年)
- 2011年 - ラルフ・スタインマン、免疫学者（* 1943年）
- 2011年 - 石川央子、フリーアナウンサー（* 1968年）
- 2014年 - 郷静子、小説家（* 1929年）
- 2014年 - 家弓家正[9][10]、声優（* 1933年）
- 2017年 - ウラジーミル・ヴォエヴォドスキー[11]、数学者（* 1966年）
- 2020年 - 金原博、政治家（* 1930年）
- 2021年 - すぎやまこういち、作曲家、編曲家、指揮者（* 1931年）
- 2022年 - 三遊亭円楽 (6代目)[12]、落語家、俳優（* 1950年）
- 2024年 - 山藤章二、イラストレーター（* 1937年）

## 記念日・年中行事
- 世界翻訳の日
国際翻訳家連盟（英語版）が制定。キリスト教の聖職者で、聖書をラテン語訳したことで知られるヒエロニムスが亡くなった日。
- 独立記念日（ ボツワナ）
1966年のこの日、ボツワナがイギリスから独立した。
- 国有化の日（ サントメ・プリンシペ)
- 交通事故死ゼロを目指す日（ 日本）
日本政府が「生活安心プロジェクト」の一環として2008年から実施。1年に3回あり、2月20日と、春・秋の全国交通安全運動の期間中の4月10日・9月30日。
- クレーンの日（ 日本）
日本クレーン協会とボイラ・クレーン協会が1980年に制定。1972年のこの日、「クレーン等安全規則」が公布されたことを記念[13]。
- くるみの日（ 日本）
「く（9）るみ（3）まるい（0）」の語呂合わせ[13][14]。
- HAPPY FM93の日（ 日本）
AMラジオ放送局ニッポン放送が2015年に制定。同年12月7日から開始されたFM補完放送（呼称：ワイドFM）の同局周波数が93.0MHzになることを記念。
- 宅配ピザの日（ 日本）
「ドミノ・ピザ」を運営するドミノ・ピザ ジャパンが2020年に制定。1985年のこの日、東京・恵比寿にドミノ・ピザ1号店がオープンし、日本で初めて宅配ピザのサービスが始まったことを記念。
- 烈士の日（ 中華人民共和国）